# Claudio Yacob
Claudio Ariel Yacob, född 18 juli 1987 i Carcarañá, är en argentinsk fotbollsspelare. Han har även representerat Argentinas fotbollslandslag.

## Karriär
Den 6 september 2018 värvades Yacob av Nottingham Forest, där han skrev på ett tvåårskontrakt.
I februari 2021 värvades Yacob av Huracán, där han skrev på ett ettårskontrakt. Efter säsongen 2021 lämnade Yacob klubben.